# Jarlsberg Grand Prix
Jarlsberg Grand Prix är en travtävling för fyraåriga norskfödda varmblodstravare som körs på Jarlsberg Travbane utanför Tønsberg i Norge varje år i juli. Tävlingen körs med försöks- och finallopp samma dag och är den norska motsvarigheten till Sprintermästaren. Loppen körs över sprinterdistansen 1609 meter med autostart (bilstart). Förstapris i finalen är 400 000 norska kronor.
Det är ett Grupp 2-lopp, det vill säga ett lopp av näst högsta internationella klass.

## Vinnare
| År   | Häst              | Kusk                  | Tid    | Tvåa           | Trea                |
| ---- | ----------------- | --------------------- | ------ | -------------- | ------------------- |
| 2021 | Cicero T.G.       | Geir Vegard Gundersen | 1.11,6 | Kræsj          | Mr Chocolate        |
| 2020 | Golden Dream M.E. | Noralf P. Braekken    | 1.11,6 | Thai Eros      | Pantani             |
| 2019 | Max Brady         | Geir Vegard Gundersen | 1.11,7 | Noble Superb   | S.K.'s Mystic Titan |
| 2018 | Thai Highway      | Tom Erik Solberg      | 1.11,0 | Vainqueur R.P. | A Brave Heart       |
| 2017 | Phantasm Soa      | Åsbjörn Tengsareid    | 1.09,8 | Cokstile       | Shotproof           |
| 2016 | Photo Lavec       | Per Oleg Midtfjeld    | 1.12,0 | El Diablo B.R. | Greyhound d'Estino  |
| 2015 | Victory Lap       | Olav Mikkelborg       | 1.12,6 | Thai Navigator | Lightman O.         |
| 2014 | Papagayo E.       | Vidar Hop             | 1.11,0 | Golden Street  | Conquestador B.R.   |
| 2013 | Support Justice   | Geir Vegard Gundersen | 1.12,8 | Thai Broadway  | Midnight Moon       |
| 2012 | Viking Frecel     | Vidar Hop             | 1.13,5 | Yankee's Photo | C.C. Neo            |